# Éclairagiste
Aussi appelé concepteur lumière, l'éclairagiste est le responsable de la mise en place du matériel et des techniques d'éclairage, et de toutes les ambiances lumineuses d'un spectacle.
À l'origine, l'éclairagiste est l'un des métiers du spectacle. Il est responsable de la scénographie lumière. En étroite collaboration avec le metteur en scène, et aussi avec le scénographe, c'est lui qui va concevoir les effets permettant de créer une atmosphère correspondant à la dramaturgie du spectacle. L'éclairagiste compose les effets consignés dans ce qu'on nomme la conduite lumière.
C'est ensuite le pupitreur qui sera chargé de l'exploitation du spectacle et du respect de cette conduite.
Le travail de l'éclairagiste consiste à développer les sens et les émotions voulues par le metteur en scène, en utilisant l'art de la lumière. Sa marge de manœuvre peut être très grande. En effet, deux éclairages différents vont offrir deux visions différentes du spectacle. Certains éclairagistes vont faire le choix d'une réflexion poussée sur chaque éclairage pour réfléchir au sens, à chaque instant, d'autres vont préférer laisser parler directement leurs émotions et leur inconscient... 
Dans le domaine de la musique et du concert, l'éclairagiste (concepteur lumière) imagine une scénographie, tel un peintre créant un tableau, et la réalise pour accompagner les musiciens, en une prolongation visuelle de leur expression physique et sonore. 
Par extension, dans le secteur du bâtiment, l'éclairagiste s'intègre dans l'équipe de maitrise d'œuvre pour apporter une expertise en matière d'utilisation du matériel et des techniques d'éclairage.
Quelques noms d'éclairagiste et/ou concepteurs lumières (français et internationaux) de concerts
- Yannick Duc (Pupitreur Lumière sur les émissions : The Voice : La Plus Belle Voix, Star Academy, les NRJ Music Awards…)
- Dimitri Vassiliu (Mylène Farmer, Julien Clerc, les Insus...)
- Nicolas Maisonneuve (Véronique Sanson, Kids United, Alain Souchon, Patrick Bruel ...)
- Jacques Rouveyrollis (Johnny Hallyday, Michel Sardou, ⁣ Sylvie Vartan, Ben-Hur au Stade de France...)
- Roque Ségovia (Le festival Interceltique de Lorient, Henri Dès, Pierre Perret...)
- Olivier Payen (Alain Bashung, Christophe...)
- Arthur Oudin (Cirque Arlette Gruss, Luc Arbogast, Murray Head, Anne Roumanoff, Mireille Mathieu)
- Thomas Dechandon (Indochine, Michel Polnareff...)
- Loïc Marafini (Claudio Capéo, Bénabar, Patrick Fiori, Véronique Sanson, Enrico Macias …)
- Jean-Philippe Bourdon (Directeur photo des émissions : Les Miss France, Les Enfoirés, Qui veut gagner des millions ?...)
- Frédéric Dorieux (Directeur photo des émissions : Le Téléthon, ⁣The Voice : La Plus Belle Voix, Danse avec les stars...)
- Marc Brickman (Pink Floyd, Paul McCartney, Genesis)
- Patrick Woodroffe (Michael Jackson, The Rolling Stones, AC/DC...)
- Michel Manchot (kiki et les haricots, Francis Derien, comédie musicale le gnou aux grands pieds...)

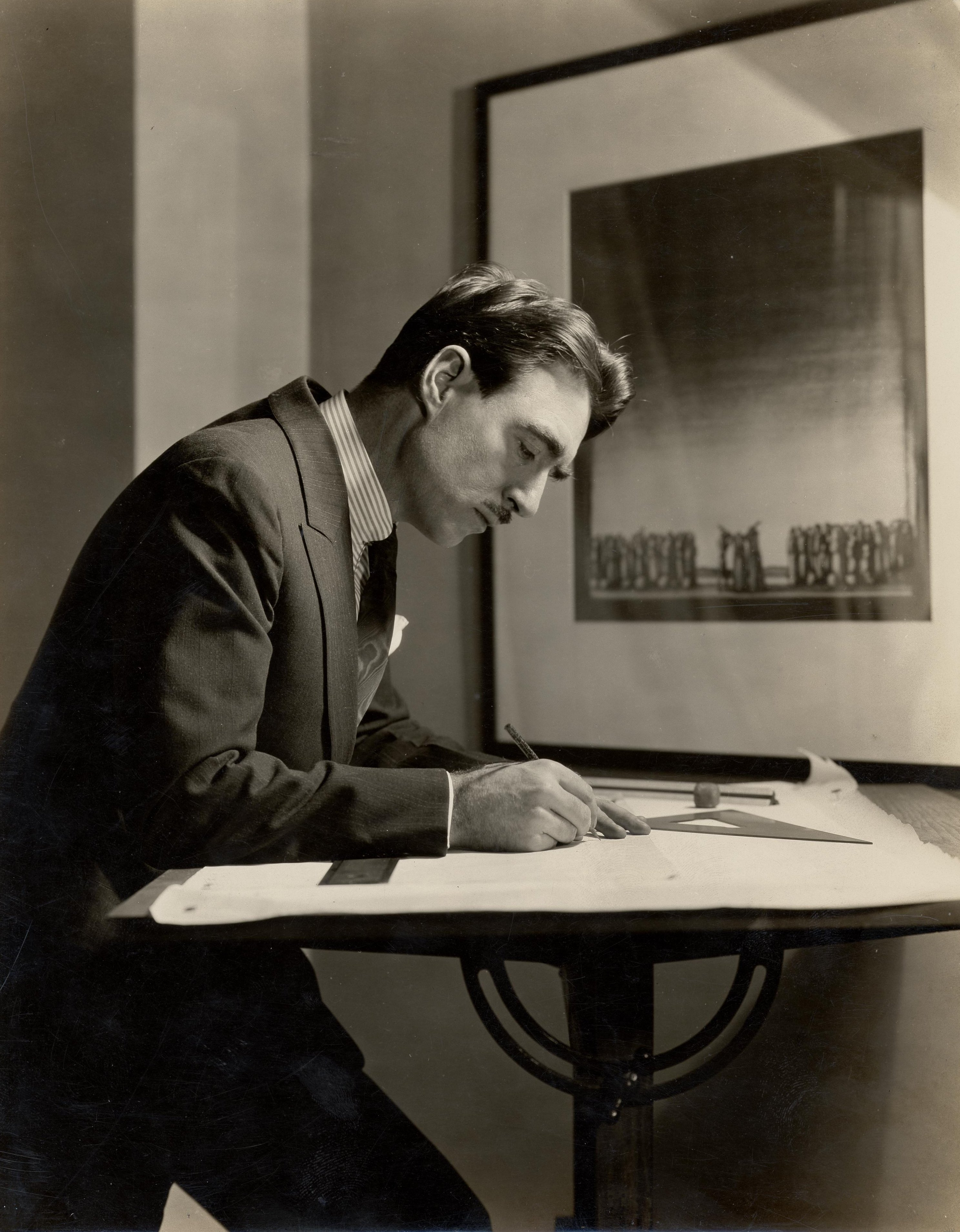
L'éclairagiste Robert Edmond Jones (1887-1954) dessine sur une grande table (vers 1920).

## Travaux universitaires
- Claude Marais, sous la direction de Jacques Cochin, Que la lumière soit ! Approche ethno-sociologique du métier d'éclairagiste. Mémoire pour le diplôme des hautes études de pratiques sociales (DHEPS), Collège coopératif de Bretagne (CCB), université de Rennes 2, 1996, 209 p.